# Karol Ludwik (arcyksiążę austriacki)
Karol Ludwik Józef Maria Habsburg, niem. Erzherzog Karl Ludwig Joseph Maria von Österreich (ur. 30 lipca 1833 w Wiedniu, zm. 19 maja 1896 tamże) – trzeci syn arcyksięcia Franciszka Karola i arcyksiężnej Zofii. Młodszy brat cesarza Austrii Franciszka Józefa i cesarza Meksyku Maksymiliana, starszy brat arcyksięcia Ludwika Wiktora. Miał także młodszą siostrę Marię Annę, która zmarła w wieku czterech lat.

## Życiorys
Urodził się w pałacu Schönbrunn. Najwyższą funkcją publiczną jaką sprawował było gubernatorstwo Tyrolu, z której został odwołany po zaprowadzeniu w Austrii rządów konstytucyjnych (Habsburg nie mógł służbowo być czyimś podwładnym). Ze względu na brak doświadczenia w rządzeniu zajmował się przede wszystkim balami i sztuką, a także polowaniami i wędkarstwem. Patronował licznym przedsięwzięciom artystycznym, zbudował zamek Wartholz. Podobnie jak matka był bardzo religijny, np. co roku odwiedzał Rzym, aby uzyskać audiencje u papieża. W miarę upływu lat jego stosunek do religii zmieniał się w dewocję.
Po śmierci syna Franciszka Józefa – arcyksięcia Rudolfa w 1889 został następcą tronu. Był nim do swej śmierci.

## Małżeństwa

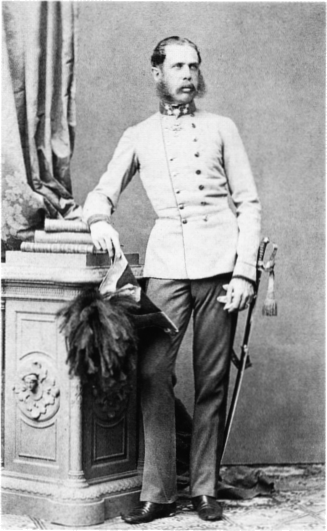
Fotografia arcyksięcia Karola Ludwika

11 kwietnia 1856 ożenił się z Małgorzatą Wettyn, córką Jana – króla Saksonii. Ślub młodej pary odbył się w Dreźnie. Małgorzata była kuzynką Karola. Zmarła dwa lata po ślubie na tyfus.
16 października 1862 Karol ponownie się ożenił – tym razem z księżniczką Marią Annunziatą Burbon, córką Ferdynanda II – króla Obojga Sycylii. Para miała czworo dzieci:
- Franciszek Ferdynand Habsburg (1863–1914),
- Otto Franciszek Habsburg (1865–1906),
- Ferdynand Karol (1868–1915),
- Małgorzata Zofia (1870–1902).

23 czerwca 1873, dwa lata po śmierci Marii Annunziaty, Karol stanął po raz trzeci na ślubnym kobiercu. Jego żoną została księżniczka Maria Teresa Bragança, córka Michała I – króla Portugalii. Para miała dwie córki:
- Marię Annunziatę (1876–1961),
- Elżbietę Amalię (1878–1960).

Karol zmarł w pałacu Schönbrunn, na tyfus, na który zachorował po wypiciu wody z Jordanu podczas pielgrzymki do Ziemi Świętej, odbytej w intencji wyleczenia syna Franciszka Ferdynanda z gruźlicy.

## Odznaczenia
Odznaczenia Karola Ludwika to między innymi:
- Order Złotego Runa
- Krzyż Wielki Orderu Świętego Stefana
- Medal Zasługi Wojskowej na czerwonej wstędze
- Krzyż Zasługi Orderu Świętego Jana

## Genealogia
| Prapradziadkowie                                      | cesarz rzymski Franciszek I Lotaryński (1708–1765) ∞ 1736 Maria Teresa Habsburg (1717–1780)         | król Hiszpanii Karol III Hiszpański (1716–1788) ∞ 1738 Maria Amalia Wettyn (1724–1760)              | król Hiszpanii Karol III Hiszpański (1716–1788) ∞ 1738 Maria Amalia Wettyn (1724–1760)              | cesarz rzymski Franciszek I Lotaryński (1708–1765) ∞ 1736 Maria Teresa Habsburg (1717–1780)         | Christian III Wittelsbach (1674–1735) ∞1719 Karolina Nassau-Saarbrücken (1704–1774)                     | Józef Karol Wittelsbach (1694–1729) ∞1717 Elżbieta Augusta Wittelsbach (1693–1728)                      | wielki książę Badenii Karol Fryderyk Badeński (1728–1811) ∞ 1751 Karolina Hessen-Darmstadt (1723–1783)  | landgraf Hesji-Darmstadt Ludwik IX (1719–1790) ∞ 1741 Karolina Wittelsbach (1721–1774)                  |
| Pradziadkowie                                         | cesarz rzymski Leopold II Habsburg (1747–1792) ∞ 1765 Maria Ludwika Hiszpańska (1745–1792)          | cesarz rzymski Leopold II Habsburg (1747–1792) ∞ 1765 Maria Ludwika Hiszpańska (1745–1792)          | król Hiszpanii Ferdynand I Burbon (1751–1816) ∞ 1768 Maria Karolina Habsburg (1752–1814)            | król Hiszpanii Ferdynand I Burbon (1751–1816) ∞ 1768 Maria Karolina Habsburg (1752–1814)            | Fryderyk Michał Wittelsbach (1724–1767) ∞1746 Maria Franciszka Wittelsbach (1724–1794)                  | Fryderyk Michał Wittelsbach (1724–1767) ∞1746 Maria Franciszka Wittelsbach (1724–1794)                  | Karol Ludwik Badeński (1755–1801) ∞ 1774 Amalia Fryderyka Hessen-Darmstadt (1754–1832)                  | Karol Ludwik Badeński (1755–1801) ∞ 1774 Amalia Fryderyka Hessen-Darmstadt (1754–1832)                  |
| Dziadkowie                                            | cesarz Austrii Franciszek II Habsburg (1768–1835) ∞ 1790 Maria Teresa Burbon-Sycylijska (1772–1807) | cesarz Austrii Franciszek II Habsburg (1768–1835) ∞ 1790 Maria Teresa Burbon-Sycylijska (1772–1807) | cesarz Austrii Franciszek II Habsburg (1768–1835) ∞ 1790 Maria Teresa Burbon-Sycylijska (1772–1807) | cesarz Austrii Franciszek II Habsburg (1768–1835) ∞ 1790 Maria Teresa Burbon-Sycylijska (1772–1807) | król Bawarii Maksymilian I Józef Wittelsbach (1756–1825) ∞ 1797 Karolina Fryderyka Badeńska (1776–1841) | król Bawarii Maksymilian I Józef Wittelsbach (1756–1825) ∞ 1797 Karolina Fryderyka Badeńska (1776–1841) | król Bawarii Maksymilian I Józef Wittelsbach (1756–1825) ∞ 1797 Karolina Fryderyka Badeńska (1776–1841) | król Bawarii Maksymilian I Józef Wittelsbach (1756–1825) ∞ 1797 Karolina Fryderyka Badeńska (1776–1841) |
| Rodzice                                               | arcyksiążę Franciszek Karol Habsburg (1802–1878) ∞ 1824 arcyksiężna Zofia Wittelsbach (1805–1872)   | arcyksiążę Franciszek Karol Habsburg (1802–1878) ∞ 1824 arcyksiężna Zofia Wittelsbach (1805–1872)   | arcyksiążę Franciszek Karol Habsburg (1802–1878) ∞ 1824 arcyksiężna Zofia Wittelsbach (1805–1872)   | arcyksiążę Franciszek Karol Habsburg (1802–1878) ∞ 1824 arcyksiężna Zofia Wittelsbach (1805–1872)   | arcyksiążę Franciszek Karol Habsburg (1802–1878) ∞ 1824 arcyksiężna Zofia Wittelsbach (1805–1872)       | arcyksiążę Franciszek Karol Habsburg (1802–1878) ∞ 1824 arcyksiężna Zofia Wittelsbach (1805–1872)       | arcyksiążę Franciszek Karol Habsburg (1802–1878) ∞ 1824 arcyksiężna Zofia Wittelsbach (1805–1872)       | arcyksiążę Franciszek Karol Habsburg (1802–1878) ∞ 1824 arcyksiężna Zofia Wittelsbach (1805–1872)       |
| Karol Ludwik Habsburg (1833–1896), Arcyksiążę Austrii | | | | | | | | |